# Andreas Matt
Andreas Matt, né le 19 octobre 1982 à Zams, est un skieur acrobatique autrichien s'illustrant en skicross. Il a notamment remporté le titre de champion du monde de skicross en 2009 à Inawashiro et la médaille d'argent aux Jeux olympiques de 2010. Son frère Mario Matt est un double-champion du monde et champion olympique de slalom en ski alpin.

## Palmarès

### Jeux olympiques
| Épreuve / Édition | Vancouver 2010 | Sotchi 2014 |
| Skicross          | Argent         | 14e         |

### Championnats du monde
| Épreuve / Édition | Madonna di Campiglio 2007 | Inawashiro 2009 | Deer Valley 2011 | Voss-Myrkdalen 2013 |
| Skicross          | 6e                        | Or              | Bronze           | 16e                 |

### Coupe du monde
- Meilleur classement au général : 2e en 2011.
- 1 petit globe de cristal :
  - Vainqueur du classement skicross en 2011.
- 21 podiums dont 7 victoires en skicross.

#### Différents classements en coupe du monde
| Année/Classement | Année/Classement | Général | Général | Skicross | Skicross |
| ---------------- | ---------------- | ------- | ------- | -------- | -------- |
| Année/Classement | Année/Classement | Class.  | Points  | Class.   | Points   |
| 2002             | 2002             | 157e    | 1       | -        | - `      |
| 2003             | 2003             | -       | -       | -        | -        |
| 2004             | 2004             | 143e    | 3       | 37e      | 26       |
| 2005             | 2005             | 156e    | 1       | 59e      | 5        |
| 2006             | 2006             | 80e     | 9       | 22e      | 47       |
| 2007             | 2007             | 56e     | 12      | 15e      | 62       |
| 2008             | 2008             | 39e     | 21      | 11e      | 169      |
| 2009             | 2009             | 16e     | 32      | 6e       | 290      |
| 2010             | 2010             | 10e     | 39      | 4e       | 432      |
| 2011             | 2011             | 2e      | 75      | 1er      | 824      |
| 2012             | 2012             | 11e     | 39      | 5e       | 393      |
| 2013             | 2013             | 61e     | 19      | 13e      | 191      |
| 2014             | 2014             | 9e      | 39      | 2e       | 482      |

#### Détails des victoires
| Édition / Épreuve | Skicross                      |
| 2009              | Les Contamines                |
| 2010              | Blue Mountain                 |
| 2011              | Grasgehren Grindelwald Branäs |
| 2012              | Innichen                      |
| 2014              | Val Thorens                   |